# Собор Воскресенского Новодевичьего монастыря
Воскресе́нский собо́р — храм Санкт-Петербургской епархии Русской православной церкви. Главный престол освящён в честь Воскресения Христова.
Расположен в Московском районе Санкт-Петербурга на территории Воскресенского Новодевичьего монастыря. Адрес: Московский проспект, 100.

## Описание
Пятиглавый двухэтажный Воскресенский собор — архитектурная доминанта ансамбля Воскресенского Новодевичьего монастыря. Высота собора около 50 м.
Собор был заложен в 1849 году в присутствии императора Николая I митрополитом Санкт-Петербургским и Новгородским Никанором, строился в 1849—1861 годах по проекту архитектора Николая Ефимова и инженера Николая Сычёва в русско-византийском стиле и напоминает Владимиро-Суздальские храмы. Освящён в 1861 году.
Вход в собор находится в высоком арочном портале, выходящем на Московский проспект. Северный и южный фасады собора украшают декоративные аркады, поддерживаемые парами колонн. Собор венчает пятиглавие с позолоченными чешуйчатыми луковичными куполами, расположенными на высоких барабанах. В четырёх малых куполах располагаются звонницы. Каждый барабан опоясывает аркада с проёмом в каждой второй арке.
В соборе пять престолов: главный в честь Воскресения Христова, правый в честь Успения Пресвятой Богородицы, левый во имя Архангела Михаила, правый на хорах во имя Всех Святых, левый во имя Николая Чудотворца.
В 1874—1875 годах по проекту архитектора Г. И. Карпова в подвале собора был построен ещё один придел, освящённый во имя Феодосия Печерского и Григория Неокесарийского. Росписи и образа собора выполнены монастырскими живописцами и монахинями. Особенно красив был находившийся в алтаре полукруглый пятиярусный иконостас. В Успенском приделе хранилась Смоленская икона Божией Матери, написанная игуменией Феофанией и считавшаяся чудотворной.
В январе 1932 года президиум Московского райсовета Ленинграда ходатайствовал о сносе собора, но здание частично сохранилось. Собор разграбили, церковные реликвии исчезли бесследно, колокольню взорвали.
После возвращения в 1996 году Санкт-Петербургской епархии храмов и зданий Новодевичьего монастыря началось восстановление святыни. В декабре 2006 года освящены малые купола главного храма обители, в марте 2007-го — центральные купол и крест.
Внутреннее убранство Воскресенского собора создано полностью заново петербургскими иконописцами во главе с Николаем и Натальей Богдановыми. Это более 6 тыс. квадратных метров росписи и семь лет работы. Первая пасхальная служба в воссозданном соборе состоялась в ночь на 28 апреля 2019 года. 31 мая 2019 года собор освящён Святейшим Патриархом Московским и всея Руси Кириллом.